# Adivinación en la Antigua Grecia
En la religión oficial se ruega a los dioses y se les ofrece sacrificios para la prosperidad de la ciudad. En los cultos de los misterios se trata de obtener, mediante la iniciación, promesas de vida feliz en el más allá. Pero los hombres, tanto en la Antigua Grecia como en los demás lugares en la antigüedad, deseaban algo más: querían conocer la voluntad de los dioses en el presente y en el futuro, saber de antemano lo que ocurriría en el futuro. Aquí es donde interviene la adivinación en la Antigua Grecia.

## Tipos de adivinación
Indica por sí sola el lugar privilegiado que la adivinación ocupaba en la religión de los antiguos, dado que englobaba etimológicamente todas las divina, es decir, todo lo referente a los dioses y la adivinación es tal vez lo más vivo en la religión de los griegos en la Antigüedad  y en la religión judía en la Roma Antigua.
En griego, un adivino se llama mantis y la adivinación mantiké. Esa palabra se aplica con mayor precisión a la adivinación intuitiva, inspirada, pues parece pertenecer a la misma familia que manía (locura o éxtasis) y Mainás (la Ménade).
No obstante, los griegos conocían también la adivinación inductiva o artificial (éntecnos, tecniké), basada en la observación, hecha por el adivino, de diversos fenómenos considerados como signos evidentes (seméia) de la voluntad divina.
La adivinación y la medicina primitiva también tenían puntos en común en estas antiguas civilizaciones. Juntas abrieron el camino a las ciencias en general en la era cristiana.

## Presagios
Prodigiosos, pues todo espectáculo normal o maravilloso, todo nacimiento de un monstruo animal o humano es un signo temible. En Plutarco, Pericles, 6, el nacimiento de un carnero de un solo cuerno en una alquería perteneciente a Pericles lo interpretan de forma diferente el adivino Lampón y el filósofo Anaxágoras.
Atmosféricos: la lluvia, el trueno, «son signos de Zeus» (diosemeiai).
Visuales: cualquier encuentro inesperado, sobre todo por la mañana al salir de casa, es de buen o mal augurio.
Acústicos: cualquier palabra que se escucha de improviso, cualquier grito o sonido inesperado es un cledón (presagio auditivo) susceptible de interpretación.
Fisiológicos: cualquier movimiento involuntario producido por la epilepsia (la «enfermedad sagrada») o, sencillamente, un zumbido de oídos o un estornudo tienen un significado, pues la voluntad del hombre no interviene en absoluto. 

Cuando Telémaco estornuda, su madre Penélope ve en ello un presagio de buen augurio e incluso, en la Anábasis, cuando tras un discurso de Jenofonte, un soldado comienza a estornudar, «al oír ese ruido todo el ejército, en un impulso unánime, adoró a dios».
En Epiro, en Dodona, en el santuario de Zeus, que es quizá el más antiguo de todos los santuarios de oráculos de Grecia, las Seles predecían el futuro según el ruido que hiciera el viento al agitar las hojas de los robles (árboles de Zeus) o al chocar entre sí unos recipientes de bronce colgados unos junto a otros.
Pero los presagios más numerosos se obtienen de los animales, vivos o muertos. El vuelo de los pájaros y sus gritos son sumamente reveladores de la voluntad de los dioses, por razones que explica Plutarco:

En la ciencia del futuro, la parte más importante y la más antigua es la que se llama ciencia de los pájaros. Éstos, gracias a su rapidez, a su inteligencia, a la precisión de las maniobras mediante las cuales se muestran atentos a cuanto impresiona su sensibilidad, actúan como verdaderos instrumentos al servicio de la divinidad. Ella les imprime diversos movimientos y les provoca gorjeos y gritos. Unas veces los mantiene suspendidos en el aire, otras veces los lanza con ímpetu, bien para interrumpir con brusquedad algunos actos, bien para que se lleven a cabo. Por esa razón Eurípides llama a los pájaros mensajeros de los dioses.

El águila, ave de Zeus, muestra un presagio favorable o siniestro según surja por la derecha o por la izquierda. La ornitomancia está tan de moda, desde la época homérica, que las palabras griegas que significan pájaro (órnis, oionós) también quieren decir presagio.

## Hieroscopia
La hieroscopia, método de adivinación quizás importado de Etruria, consistía en examinar las vísceras de un animal que se acababa de degollar para deducir de ello indicaciones de la voluntad divina. En el hígado —calificado por los griegos como «trípode de la mántica»— había que examinar tres elementos esenciales: el aspecto de los lóbulos, la vesícula biliar y la vena porta.

En la Electra de Eurípides, Orestes, antes de matar a Egisto, le ayuda en un sacrificio cuyos presagios funestos anuncian el homicidio inminente:

Egisto toma de las manos de Orestes las vísceras sagradas y las observa. Al hígado le falta un lóbulo, la vena porta y los vasos vecinos de la vesícula biliar muestran a sus ojos manchas funestas. Orestes pregunta: ¿por qué tienes ese aspecto desolado? Extranjero, responde Egisto, temo una trampa de fuera. Tengo un enemigo mortal, el hijo de Agamenón, que está en guerra contra mi casa. Eurípides, Electra, v.826-833

La falta de un lóbulo del hígado es el más evidente de los signos que aporta el examen de las vísceras. Así es como Cimón de Atenas, Agesilao II y Alejandro Magno recibieron una advertencia sobre su próximo final.

## Oniromancia
Pero el mismo nombre de mantiké, con el cual los griegos designaban cualquier adivinación, sugiere que, para ellos, los métodos más válidos eran los de la adivinación inspirada, extática, mediante la cual una persona recibía directamente un mensaje de los dioses.
La oniromancia, adivinación a través de los sueños, es intermedia entre la adivinación inductiva y la adivinación intuitiva. Es una creencia muy antigua, que no ha desaparecido todavía, que ve en algunos sueños revelaciones divinas.

En Homero abundan los sueños enviados por los dioses, y también se encuentran en la tragedia griega antigua, de donde pasaron sobre todo a la tragedia francesa del siglo XVII.

Pero la onirocrítica (interpretación de los sueños) es un arte complicado, pues muchos sueños son muy engañosos.
Un gran santuario de Argólida, el de Epidauro, muy próspero en el siglo IV a. C., era célebre por las curaciones milagrosas que se realizaban en él. Al llegar la noche, los peregrinos se acostaban en el pórtico de incubación (ábaton, coimeterion) y dormían allí. Se curaban mientras dormían, casi siempre después de un sueño donde veían a Asclepio, el dios de la medicina, hijo de Apolo, que se acercaba a ellos, los tocaba y trataba la parte enferma de su cuerpo o “dictaba una receta” que se apresuraban en cumplir en cuanto se despertaban.

Las estelas de Epidauro han conservado los juicios de numerosos milagros de esta clase: una mujer tuerta recupera la vista por completo, un niño mudo comienza de pronto a hablar, a un hombre se le cura la úlcera, etc.

Dormido, el hombre se halla en un estado de inconsciencia que favorece el acercamiento divino. La muerte inminente también desarrolla las facultades adivinatorias, que no todo hombre lleva en germen dentro de sí: en la Ilíada, Patroclo y Héctor en el momento de morir predicen las circunstancias de la muerte cercana de quienes les matan, y sin embargo no son adivinos como Calcante o Héleno.

## Astrología
Introducida entre el siglo VI y el IV a. C. por los magos de Caldea, estudiaba los movimientos de los astros con fines adivinatorios. Al ser una forma novedosa de conocimiento en Grecia, era seguida con entusiasmo por el pueblo y los gobernantes.

## Apolo
Pero profetas y profetisas, preparados y expertos, en un estado de éxtasis (écstasis) o de «entusiasmo», es decir, en el sentido griego de la palabra, de posesión divina, pueden revelar los deseos de Zeus, transmitidos en especial por su hijo Apolo, el dios de la adivinación por excelencia.
En el siglo II, el incrédulo Luciano enumeró los principales santuarios de oráculos de Apolo en un fragmento irónico y divertido; habla Zeus:

Apolo, con la absorbente profesión que eligió, casi ha ensordecido a causa de los inoportunos que vienen a pedirle oráculos. En un momento tiene que estar en Delfos, un instante después se precipita a Colofón, de ahí pasa a Jantos, luego, siempre corriendo, a Claros, y de nuevo a Delos o junto a los Bránquidas; en una palabra, en cualquier parte en que la profetisa, tras haber bebido el agua sagrada, mascado laurel y haberse agitado sobre el trípode, le pide que aparezca, tiene que acudir sin tardanza para mantener sus oráculos de un extremo a otro, so pena de perder todo el prestigio de su arte.

La profecía directamente inspirada por Apolo es por ejemplo el caso de la troyana Casandra, cuyos trances adivinatorios nos muestra Esquilo en su Agamenón. Es asimismo el caso de las Sibilas y, quizás también, de los profetas llamados Backis. El caso de la Pitia de Delfos es análogo.
El santuario panhelénico de Apolo Pitio en Delfos, en Fócida, en el corazón de la Grecia central, era célebre por los juegos llamados Píticos, celebrados cada cuatro años, por la anfictionía de los pueblos vecinos del santuario, que desempeñó un papel importante, a veces nefasto, en la historia de las ciudades-estado griegas, pero también y sobre todo, por su oráculo, el más famoso y frecuentado, con gran diferencia, en la época clásica.

Se ha dicho que la Pitia, simple campesina de Delfos de vida intachable y buenas costumbres, que debía ser casta mientras ejerciera sus funciones, sólo lo echaba a suerte, con unas habas, para responder a las preguntas que siempre se le hacían en forma de dilema; ¿sí o no? El azar del sorteo es un procedimiento muy utilizado en la Grecia antigua para conocer la voluntad divina, y es cierto que la cleromancia se practicaba en Delfos en la época clásica.

Lo que buscaban ante todo las ciudades y los particulares en el santuario de Apolo era una respuesta inspirada de la Pitia, que sentada sobre el fatídico trípode en estado de éxtasis, en el ádyton (lugar prohibido), subterráneo del templo, proclamaba los deseos de Zeus, que le revelaba su hijo.

¿Cómo se obtenía ese estado de entusiasmo? No sabemos en concreto nada al respecto. En la actualidad la hipótesis más defendida es que se trataba de una autosugestión, de autohipnotismo, fenómeno religiosos distinto a la histeria.
Cualquiera que quisiera hacer una pregunta al oráculo tenía que pagar primero un impuesto llamado pélanos (pastel), luego ofrecía el sacrificio preliminar de una cabra: ésta, antes de ser degollada, era rociada con agua y si se estremecía y temblaba bajo la ducha fría, se deducía que Apolo estaba dispuesto a profetizar; entonces la Pitia, después de haberse purificado en la fuente de Castalia, entraba al templo, donde procedía, sobre un altar interior, a realizar unas fumigaciones de laurel y harina de cebada, para descender después a la parte subterránea del templo dedicada a la adivinación, el manteion.

Los consultantes descendían también, en el orden que les asignaba el privilegio de la promantia concedido a algunos de ellos y también el sorteo, pero permanecían, con los sacerdotes y los profetas, en una sala reservada para ellos, mientras la Pitia sola, seguía su camino hasta el ádyton cercano. Consultantes y sacerdotes la oían profetizar, pero no podían verla. Pronunciaba entonces los «verídicos», los «infalibles» oráculos de Apolo, denominado ‘’Loxias’’, es decir, el Ambiguo, pues estas respuestas a veces eran equívocas y requerían ser traducidas por dos sacerdotes y su colegio de cinco ayudantes.
En el ádyton se hallaba la estatua de oro de Apolo, la tumba de Dioniso (cuyo culto tenía suma importancia en Delfos, lo que tal vez contribuye a explicar el delirio de la Pitia, puesto que Dioniso es por excelencia el dios de la «orgía» y el éxtasis), y por fin, el ónfalos u ombligo de la tierra, antiguo betilo, piedra sagrada de forma cónica aproximadamente, y el trípode, sobre el que sentaba la Pitia.